# ريكو يوشيدا (كاتب)
ريكو يوشيدا (باليابانية: 吉田玲子 ) (و. 1967  م) هي كاتبة سيناريو، ومانغاكا يابانية، ولدت في هيروشيما.

## التعليم
تعلمت في جامعة هوساي.

## وصلات خارجية
- ريكو يوشيدا على موقع IMDb (الإنجليزية)
- ريكو يوشيدا على موقع ميتاكريتيك (الإنجليزية)
- ريكو يوشيدا على موقع روتن توميتوز (الإنجليزية)
- ريكو يوشيدا على موقع قاعدة بيانات الأفلام العربية
- ريكو يوشيدا على موقع ألو سيني (الفرنسية)
- ريكو يوشيدا على موقع ميوزك برينز (الإنجليزية)
- ريكو يوشيدا على موقع أول موفي (الإنجليزية)
- ريكو يوشيدا على موقع قاعدة بيانات الفيلم (الإنجليزية)
- ريكو يوشيدا على موقع كينوبويسك (الروسية)
- ريكو يوشيدا على موقع ANN person (الإنجليزية)

- ريكو يوشيدا في قاعدة بيانات الأفلام على الإنترنت